# Marko Đurić
Marko Đurić (cyr. Марко Ђурић; ur. 25 czerwca 1983 w Belgradzie) – serbski polityk i dyplomata, ambasador w Stanach Zjednoczonych, od 2024 minister spraw zagranicznych.

## Życiorys
Był związany z młodzieżowym ruchem politycznym Otpor. Ukończył studia prawnicze na Uniwersytecie w Belgradzie. W 2008 należał do założycieli Serbskiej Partii Postępowej, w 2016 został wiceprzewodniczącym tego ugrupowania. W 2011 podjął pracę w instytucie badawczym IPS, a w 2012 został doradcą prezydenta Tomislava Nikolicia do spraw polityki zagranicznej. W 2014 powołany na dyrektora biura rządu ds. Kosowa i Metochii, którym kierował do 2020. W marcu 2018 podczas spotkania z kosowskimi Serbami został zatrzymany przez kosowską policję pod zarzutem nielegalnego przekroczenia granicy. Następnie przewieziono go do Prisztiny, a potem deportowano z Kosowa.
W 2020 krótko wykonywał mandat posła do Zgromadzenia Narodowego. W tym samym roku mianowany ambasadorem Serbii w Stanach Zjednoczonych, funkcję tę objął w styczniu 2021. Został akredytowany również m.in. w Kolumbii. W maju 2024 powołany na urząd ministra spraw zagranicznych w rządzie Miloša Vučevicia. Utrzymał tę funkcję także w powołanym w kwietniu 2025 gabinecie Đura Macuta.